# Petit Déjeuner chez Tiffany
Pour les articles homonymes, voir Breakfast at Tiffany's.
Pour le film, voir Diamants sur canapé.
Petit Déjeuner chez Tiffany (titre original : Breakfast at Tiffany's) est un roman court de Truman Capote, publié en 1958 chez Random House.  Breakfast at Tiffany's est adapté sous le même titre original au cinéma en 1961 (Diamants sur canapé en Français)  
avec Audrey Hepburn dans le rôle de Holly Golightly.  
La traduction française signée Germaine Beaumont parait en 1962 aux éditions Gallimard.

## Résumé
Le narrateur, anonyme pendant l'essentiel du récit, évoque en compagnie du barman Joe Bell leur ancienne connaissance commune, Holly Golightly, dont ils croient reconnaître la représentation dans une statuette portée par un Noir Africain, sur quelques photographies transmises par un certain M. Yunioshi.
Le narrateur, Holly et Yunioshi furent tous trois voisins, quelques années plus tôt. Holly Golightly mène une vie mondaine qui dérange ses voisins à toute heure, par ses fêtes interminables, ou bien en rentrant au petit matin accompagnée de clients. Alors que le photographe japonais s'en plaint, le narrateur, jeune écrivain dont la carrière ne décolle pas, se lie d'amitié avec Holly qui l'appelle Fred, du nom de son frère qui, dit-elle, lui ressemble. À la mort de son frère, Holly l'appelle Buster. Excentrique, voire manipulatrice envers sa collègue Mag Wildwood ou son ancien « mari », un vieux vétérinaire texan avec lequel elle a vécu avant de le fuir à seize ans, Holly rêve de mariage fortuné, mais aussi de trouver à sa vie un sens, question qui l'angoisse profondément et la met dans des états de mean reds (par parallèle au blues) qu'elle fuit en contemplant les vitrines de la bijouterie Tiffany à l'heure du petit déjeuner. Payée par un truand pour le visiter en prison, elle transmet des bulletins météo qui se révèlent être des messages codés : impliquée malgré elle dans un réseau de trafic de drogue elle voit tomber à l'eau l'espoir d'un mariage avec un riche Brésilien. Pourtant, elle se décide à partir tout de même dans le voyage qu'elle devait faire avec ce dernier, et disparaît, jusqu'à ce que l'étrange témoignage remis par M. Yunioshi ne vienne réveiller son souvenir chez ses anciens amis.

## Adaptations

### Au cinéma
- 1961 : Diamants sur canapé (Breakfast at Tiffany's), film américain réalisé par Blake Edwards, avec Audrey Hepburn, George Peppard et Patricia Neal.

### Au théâtre
- 1966 : Breakfast at Tiffany's, comédie musicale créée à Boston.
- 2013 : Breakfast at Tiffany's, adapté par Richard Greenberg mis en scène par Sean Mathias.

### À la télévision
- 1969 : Holly Golightly, pilote pour un projet de sitcom rejeté par ABC.

## Inspiration
Pour créer le personnage de Holly Golightly, Truman Capote s'est inspiré de son amie mondaine Babe Paley.